# Steffen Kraus
Steffen Kraus (* 22. Juni 1968 in Eisenach) ist ein ehemaliger deutscher Fußballspieler, der über 300 Pflichtspiele für Rot-Weiß Erfurt bestritten hat.

## Karriere
Der Torwart wurde in der Jugendabteilung des FC Rot-Weiß Erfurt ausgebildet und war zwischen 1986 und 2001 mit zweijähriger Unterbrechung Vertragsspieler des Thüringer Fußballvereins. In der Spielzeit 1988/89 wurde er an die DDR-Ligamannschaft von Aktivist Schwarze Pumpe und in der Spielzeit 1990/91 wurde er an die Ligaelf des SV Motor Weimar ausgeliehen. Nachdem er trotz Zugehörigkeit zum Oberligakader der Blumenstädter kein Punktspiel in der höchsten Spielklasse der DDR bestritten hatte, debütierte Steffen Kraus 1991/92 nach seiner Rückkehr aus Weimar im RWE-Tor beim Zweitligaspiel gegen den Halleschen FC am 17. Mai 1992.
Den Großteil seiner Einsätze im Gehäuse der Erfurter absolvierte Kraus in der drittklassigen Regionalliga. Nach Jürgen Heun und Armin Romstedt ist er der Spieler, der die drittmeisten Pflichtspiele (324) für den FC Rot-Weiß Erfurt absolviert hat – vier davon im DFB-Pokal. Im Sommer 2001 wechselte Steffen Kraus zu Eintracht Sondershausen.
Danach wurde er Trainer von Eintracht Sondershausen und zwischen 2006 und 2009 war er Torwarttrainer beim FC Rot-Weiß Erfurt.